# Holzmannshaus
Holzmannshaus (toponimo tedesco) è una frazione del comune svizzero di Münchwilen, nel Canton Turgovia (distretto di Münchwilen).

## Storia

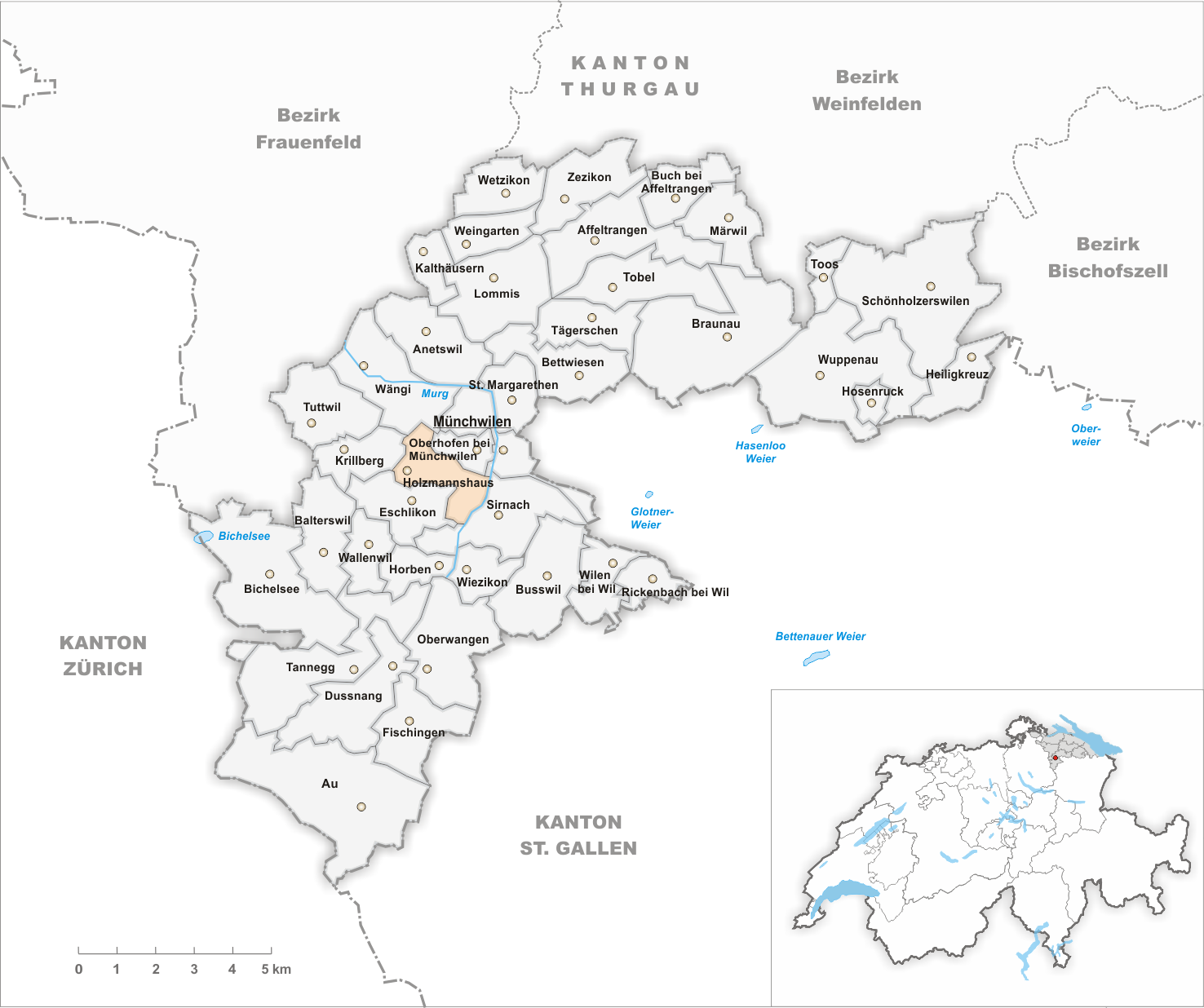
Il territorio del comune di Holzmannshaus prima degli accorpamenti comunali del 1871

Già comune autonomo (Ortsgemeinde), nel 1812 è stato aggregato all'altro comune soppresso di Hofen per formare il nuovo comune di Hofen-Holzmannshaus, che nel 1871 è stato ripartito tra i comuni di Oberhofen bei Münchwilen, a cui fu assegnato Holzmannshaus, e Sirnach, a cui fu assegnato Hofen. A sua volta Oberhofen bei Münchwilen nel 1950 è stato aggregato al comune di Münchwilen assieme all'altro comune soppresso di Sankt Margarethen.

## Amministrazione
Ogni famiglia originaria del luogo fa parte del cosiddetto comune patriziale e ha la responsabilità della manutenzione di ogni bene ricadente all'interno dei confini della frazione.